# Gwendolyn Rutten
Gwendolyn Angeline Albert Maria Rutten (Hasselt, 26 de junio de 1975) es una política belga. Fue presidenta de los Liberales y Demócratas Flamencos hasta el 22 de marzo de 2020. El 11 de enero de 2017 dimitió del Parlamento Flamenco para preparar a su partido para las elecciones locales de 2018.
Nació en Hasselt y estudió derecho y política internacional en la Universidad Católica de Lovaina. Es concejala de la ciudad de Aarschot desde el 1 de enero de 2007 y schepen desde el 1 de enero de 2013. 

## Cargos
- 2010-2014: Miembro de la Cámara de Representantes
- 2014-2017: Miembro del Parlamento flamenco
- 2012-2020: [3] Presidenta de Open VLD
- 2020-presente: miembro del Parlamento flamenco